# Болерадице
Болерадице (чеш. Boleradice) је насељено мјесто са административним статусом варошице (чеш. městys) у округу Брецлав, у Јужноморавском крају, Чешка Република.

## Становништво
Према подацима о броју становника из 2014. године насеље је имало 895 становника.